# Wijken en buurten in Aa en Hunze
De Nederlandse gemeente Aa en Hunze is voor statistische doeleinden onderverdeeld in wijken en buurten. De gemeente is verdeeld in de volgende statistische wijken:
- Wijk 00 Annen (CBS-wijkcode:168000)
- Wijk 01 Eext (CBS-wijkcode:168001)
- Wijk 02 Anloo (CBS-wijkcode:168002)
- Wijk 03 Gasteren (CBS-wijkcode:168003)
- Wijk 04 Anderen (CBS-wijkcode:168004)
- Wijk 05 Schipborg (CBS-wijkcode:168005)
- Wijk 06 Eexterveen (CBS-wijkcode:168006)
- Wijk 07 Spijkerboor (CBS-wijkcode:168007)
- Wijk 08 Nieuw-Annerveen (CBS-wijkcode:168008)
- Wijk 09 Oud-Annerveen (CBS-wijkcode:168009)
- Wijk 11 Annerveenschekanaal (CBS-wijkcode:168011)
- Wijk 12 Eexterveenschekanaal (CBS-wijkcode:168012)
- Wijk 13 Eexterzandvoort (CBS-wijkcode:168013)
- Wijk 14 Gasselte (CBS-wijkcode:168014)
- Wijk 15 Gasselternijveen (CBS-wijkcode:168015)
- Wijk 16 Gasselternijveenschemond (CBS-wijkcode:168016)
- Wijk 17 Gieten (CBS-wijkcode:168017)
- Wijk 18 Gieterveen (CBS-wijkcode:168018)
- Wijk 19 Rolde (CBS-wijkcode:168019)
- Wijk 20 Grolloo (CBS-wijkcode:168020)
- Wijk 21 Ekehaar (CBS-wijkcode:168021)

Een statistische wijk kan bestaan uit meerdere buurten. Onderstaande tabel geeft de buurtindeling met kentallen volgens het Centraal Bureau voor de Statistiek (2008):
| CBS-buurtcode | Buurtnaam                                  | Inwonertal | Opp. totaal (ha) | Opp. land (ha) | Ligging                |
| ------------- | ------------------------------------------ | ---------- | ---------------- | -------------- | ---------------------- |
| BU16800000    | Annen                                      | 3560       | 252              | 252            | Locatie in de gemeente |
| BU16800009    | Verspreide huizen Annen                    | 160        | 1226             | 1218           | Locatie in de gemeente |
| BU16800100    | Eext                                       | 1270       | 171              | 170            | Locatie in de gemeente |
| BU16800109    | Verspreide huizen Eext                     | 190        | 1618             | 1614           | Locatie in de gemeente |
| BU16800200    | Anloo                                      | 340        | 57               | 57             | Locatie in de gemeente |
| BU16800209    | Verspreide huizen Anloo                    | 40         | 759              | 757            | Locatie in de gemeente |
| BU16800300    | Gasteren                                   | 410        | 54               | 54             | Locatie in de gemeente |
| BU16800309    | Verspreide huizen Gasteren                 | 20         | 860              | 852            | Locatie in de gemeente |
| BU16800400    | Anderen                                    | 230        | 43               | 43             | Locatie in de gemeente |
| BU16800409    | Verspreide huizen Anderen                  | 20         | 1063             | 1062           | Locatie in de gemeente |
| BU16800500    | Schipborg                                  | 580        | 98               | 97             | Locatie in de gemeente |
| BU16800509    | Verspreide huizen Schipborg                | 40         | 496              | 490            | Locatie in de gemeente |
| BU16800600    | Eexterveen                                 | 470        | 127              | 127            | Locatie in de gemeente |
| BU16800609    | Verspreide huizen Eexterveen               | 10         | 527              | 520            | Locatie in de gemeente |
| BU16800700    | Spijkerboor                                | 170        | 23               | 22             | Locatie in de gemeente |
| BU16800709    | Verspreide huizen Spijkerboor              | 0          | 15               | 15             | Locatie in de gemeente |
| BU16800800    | Nieuw-Annerveen                            | 100        | 46               | 46             | Locatie in de gemeente |
| BU16800809    | Verspreide huizen Nieuw-Annerveen          | 0          | 321              | 317            | Locatie in de gemeente |
| BU16800900    | Oud-Annerveen                              | 120        | 27               | 27             | Locatie in de gemeente |
| BU16800909    | Verspreide huizen Oud-Annerveen            | 0          | 176              | 172            | Locatie in de gemeente |
| BU16801100    | Annerveenschekanaal                        | 420        | 62               | 59             | Locatie in de gemeente |
| BU16801109    | Verspreide huizen Annerveenschekanaal      | 0          | 264              | 263            | Locatie in de gemeente |
| BU16801200    | Eexterveenschekanaal                       | 230        | 64               | 60             | Locatie in de gemeente |
| BU16801209    | Verspreide huizen Eexterveenschekanaal     | 50         | 216              | 216            | Locatie in de gemeente |
| BU16801300    | Eexterzandvoort                            | 120        | 74               | 74             | Locatie in de gemeente |
| BU16801309    | Verspreide huizen Eexterzandvoort          | 30         | 591              | 590            | Locatie in de gemeente |
| BU16801400    | Gasselte                                   | 1320       | 334              | 334            | Locatie in de gemeente |
| BU16801401    | Kostvlies                                  | 140        | 54               | 54             | Locatie in de gemeente |
| BU16801409    | Verspreide huizen Gasselte                 | 200        | 1622             | 1566           | Locatie in de gemeente |
| BU16801500    | Gasselternijveen                           | 1850       | 199              | 198            | Locatie in de gemeente |
| BU16801501    | Gasselterboerveen                          | 50         | 36               | 36             | Locatie in de gemeente |
| BU16801509    | Verspreide huizen Gasselternijveen         | 0          | 361              | 359            | Locatie in de gemeente |
| BU16801600    | Gasselternijveenschemond                   | 700        | 229              | 228            | Locatie in de gemeente |
| BU16801601    | Gasselterboerveenschemond                  | 40         | 56               | 55             | Locatie in de gemeente |
| BU16801609    | Verspreide huizen Gasselternijveenschemond | 10         | 882              | 879            | Locatie in de gemeente |
| BU16801700    | Gieten                                     | 5000       | 407              | 407            | Locatie in de gemeente |
| BU16801709    | Verspreide huizen Gieten                   | 180        | 2068             | 2055           | Locatie in de gemeente |
| BU16801800    | Gieterveen                                 | 690        | 67               | 67             | Locatie in de gemeente |
| BU16801801    | Bonnerveen                                 | 100        | 61               | 61             | Locatie in de gemeente |
| BU16801802    | Nieuwediep                                 | 260        | 104              | 102            | Locatie in de gemeente |
| BU16801809    | Verspreide huizen Gieterveen               | 200        | 1473             | 1464           | Locatie in de gemeente |
| BU16801900    | Rolde                                      | 3910       | 333              | 333            | Locatie in de gemeente |
| BU16801901    | Balloo                                     | 150        | 49               | 49             | Locatie in de gemeente |
| BU16801902    | Nijlande                                   | 60         | 23               | 23             | Locatie in de gemeente |
| BU16801903    | Deurze                                     | 80         | 50               | 50             | Locatie in de gemeente |
| BU16801908    | Verspreide huizen Nooitgedacht             | 310        | 932              | 919            | Locatie in de gemeente |
| BU16801909    | Verspreide huizen Rolde                    | 160        | 2134             | 2128           | Locatie in de gemeente |
| BU16802000    | Grolloo                                    | 650        | 76               | 76             | Locatie in de gemeente |
| BU16802001    | Schoonloo                                  | 170        | 72               | 72             | Locatie in de gemeente |
| BU16802008    | Verspreide huizen Papenvoort               | 50         | 598              | 594            | Locatie in de gemeente |
| BU16802009    | Verspreide huizen Grolloo                  | 260        | 4480             | 4436           | Locatie in de gemeente |
| BU16802100    | Ekehaar                                    | 240        | 37               | 37             | Locatie in de gemeente |
| BU16802101    | Amen                                       | 80         | 47               | 47             | Locatie in de gemeente |
| BU16802109    | Verspreide huizen Ekehaar                  | 140        | 1875             | 1870           | Locatie in de gemeente |